# شرطة الكويت
شرطة الكويت هي جهاز الشرطة التابع لوزارة الداخلية الكويتية يقوم بالمحافظة على الأمن وفرض سلطة القانون والدولة داخل الكويت. تأسس جهاز الشرطة الكويتي عام 1938، ومنذ ذلك الحين أخذ بالتطور ليشمل عدد من الإدارات المختلفة.

## التنظيم
تتألف القطاعات الرئيسية للشرطة من قطاع الأمن العام ووتتبعه مديريات الأمن في المحافظات الست التي تتألف منها الكويت ويتبع لكل مديرية عدد من مراكز الشرطة. كما تشرف الشرطة على أمن الحدود ممثلة بالإدارة العامة لأمن الحدود إضافة إلى المنافذ والتي تمثلها الإدارة العامة لأمن المنافذ. في حين تشرف الإدارة العامة للمرور على القطاع المروري.

## النشأة
كان الأمن قديماً في الكويت يعتمد على الفداوية، وهم مجموعة الرجال المسلحين التابعين لأمير الكويت، أما الأسواق فلها حرس يسمون النواطير لم يتجاوز عددهم العشرين حارسا، في 1929 تأسست دائرة البلدية في الكويت أخذت على عاتقها تنظيم شؤون حرس الأسواق وجباية رسم الحراسة من الدكاكين.
في عام 1938 تم إنشاء دائرة للشرطة بساحة الصفاة تكونت من 60 شرطياً، وتأسست أيضا إدارة شرطة الميناء ثم تبع ذلك استحداث جهاز شرطة المرور داخل سلك الشرطة في 1959 تم دمج دائرة الشرطة مع الأمن العام لتشكل دائرة الشرطة والأمن العام التي مثلت نواة وزارة الداخلية الكويتية.
تطورت أعمال الشرطة بمرور الزمن فكانت أعمالها في البداية تقتصر على الحراسات والمرور والآداب ثم ظهور شرطة الميناء وشرطة المرور.
بعد استقلال الكويت أعيد تنظيم دائرة الشرطة لتصبح تابعة لوزارة الداخلية عام 1962. قامت شرطة الكويت بتدريب منتسبيها منذ بداية تأسيسها عام 1938 وتبلورت هذه الجهود في إنشاء كلية الشرطة عام 1969 والتي سميت لاحقاً بأكاديمية سعد العبدالله للعلوم الأمنية. ومنذ ذلك الحين توسعت إدارات وزارة الداخلية كي تواكب حاجات المحافظة على زمن الكويت. وفي عام 2001 أقر مجلس الوزراء الكويتي مشروع الشرطة النسائية وتم قبول أول دفعة من الشرطة النسائية في أكاديمية سعد العبد الله في عام 2007.

## الرتب العسكرية

### ضباط صف / الأفراد
سلم الرتب العسكرية لأفراد وضباط صف الشرطة الكويتية، وذلك حسب التسلسل العسكري:
- شرطي
- وكيل عريف
- عريف
- رقيب
- رقيب أول
- وكيل ضابط
- وكيل أول

### الضباط
سلم الرتب العسكرية لأفراد وضباط الشرطة الكويتية، وذلك حسب التسلسل العسكري:
- ملازم
- ملازم أول
- نقيب
- رائد
- مقدم
- عقيد
- عميد
- لواء
- فريق
- فريق أول

## معرض الصور

دائرة الأمن العام الكويتية في عام 1951.